# タリア
アリアドゥナ・タリア・ソディ・ミランダ（Ariadna Thalía Sodi Miranda, 1971年8月26日 - ）は、タリア（Thalía）の名前で知られる、メキシコ、メキシコシティ出身の女性歌手、女優である。9歳から音楽活動を開始した彼女は、マルチプラチナ記録を持つ歌手である。夫はミュージックエグゼクティブのトミー・モトーラ。歌手以外にもテレノベラの女王としても有名である。彼女は世界中で4000万枚以上のアルバムを売上げている。

## 経歴
1981年に子供グループDin Dinのヴォーカルとしてデビュー。1986年にはTimbiricheの女性ヴォーカルに任命。同年にテレノベラで女優としてもデビュー。1990年にAmarillo Azulでソロシンガーとして再デビュー。ポップ、ロック系の音楽が多かったが、1995年のPiel Morenaの大ヒットでラテンポップス路線へと転換していった。
2000年には前Sony Music社長トミー・モットーラと結婚。2002年頃からスペイン語だけでなく英語曲も歌唱し、以降はスペイン語圏のみならず世界へと活躍の幅を広げている。

## 受賞
- 2001年 ラテン・グラミー賞、最優秀録音アルバム 部門受賞
- 2002年 ロ・ヌエストロ賞、最優秀メキシコ女性アーティスト 部門受賞

## ディスコグラフィ
- Thalía (1990年)
- Mundo de Cristal (1991年)
- Love (1992年)
- En Éxtasis (1995年)
- Amor A La Mexicana (1997年)
- Arrasando (2000年)
- Con Banda, Grandes Éxitos (2001年)
- Thalía (2002年)
- Hits Remixed (2003年)
- Thalía（英語盤） (2003年)
- Greatest Hits (2004年)
- El Sexto Sentido (2005年)
- Lunada (2008年)
- Primera Fila (2009年)
- Habítame Siempre (2012年)
- Amore Mío (2014年)
- Latina (2016年)
- Valiente (2018年)

## 資料
1. ↑  Tommy Mottola, Thalia expecting second child - USA Today
2. ↑  Thalia gives birth to 2nd child - FOX News Channel
3. ↑  Singer Thalia Gets Personal, Emotional In 'Growing Stronger' - Huffington Post